# UNO (kaartspel)

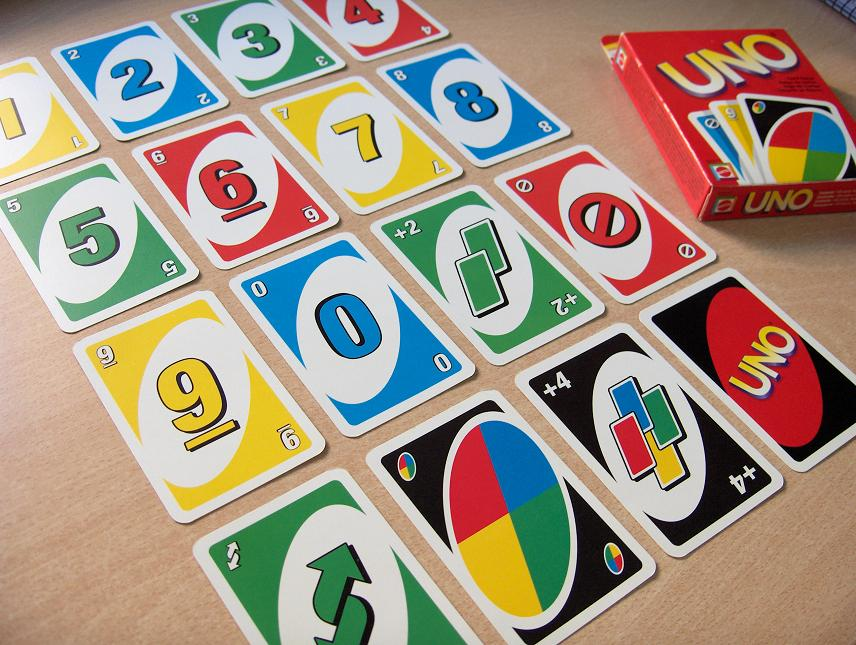
UNO-kaarten

UNO is een Amerikaans kaartspel van Mattel voor 2 tot en met 10 spelers.

## Inhoud van het spel
In UNO wordt geen gebruik gemaakt van een standaardkaartspel met jokers, maar van kaarten met een eigen eenvoudige voorstelling. De gewone kaarten zijn genummerd van 0 tot en met 9 in vier verschillende kleuren. Daarnaast bestaat nog een aantal speciale kaarten. In totaal zijn er 108 kaarten in een UNO-spel: 
- Gekleurde kaarten (geel, groen, rood en blauw)
  - 0, een van elke kleur, totaal 4 kaarten
  - 1 t/m 9, twee van elke kleur, totaal 72 kaarten
  - volgende speler slaat een beurt over, 2 van elke kleur, totaal 8 kaarten
  - spelvolgorde omdraaien, 2 van elke kleur, totaal 8 kaarten
  - +2, volgende speler moet twee kaarten pakken en de beurt overslaan, 2 van elke kleur, totaal 8 kaarten
- ongekleurde kaarten
  - speler mag een andere kleur kiezen, 4 kaarten
  - +4, speler mag een andere kleur kiezen en volgende speler moet vier kaarten pakken, 4 kaarten

## Spelregels
Afhankelijk van de spelregels die er gebruikt worden, wordt er door de deler een aantal kaarten uitgedeeld. Er wordt in het algemeen met de klok mee gedeeld. De bedoeling is om als eerste al je kaarten kwijt te raken.
Laatste kaart? UnoWanneer een speler een kaart legt en daarna maar één kaart overhoudt in zijn hand, moet de speler luidop "UNO" zeggen. Het niet melden hiervan wordt bestraft met twee te pakken kaarten. Spelers kunnen de speler hierop betrappen voordat de volgende speler een nieuwe kaart gespeeld heeft, daarna is het nemen van twee kaarten niet meer geldig.
Een speler kan zijn tegenspelers het leven zuur maken met de speciale pestkaarten die in het spel zitten.
De blanke kaart mag zelf kiezen hoeveel kaarten de volgende speler moet pakken (maximaal 25) een reverse kaart mag altijd op +karten
De kaart +4De kaart +4 mag alleen worden gespeeld als de speler geen kaart heeft in dezelfde kleur als de bovenste kaart van de aflegstapel. Hij bepaalt in welke kleur wordt verder gespeeld en de volgende speler moet vier kaarten trekken en een beurt overslaan. Deze speler kan de kaart ook in twijfel trekken. De actieve speler moet de kaarten in zijn hand laten zien. Als hij wel een passende kaart heeft, en de kaart dus onterecht heeft gespeeld, dan moet de speler de kaart weer terugnemen en als straf vier kaarten trekken. Heeft de speler inderdaad geen passende kaart in zijn hand, dan moet de twijfelaar nog twee extra kaarten trekken.
Nieuwe kleurHeeft een speler een ongekleurde kaart gespeeld, waarmee hij een andere kleur kiest (hij zegt welke kleur hij wenst), dan moet daarna minstens een keer een kaart van de nieuwe kleur gespeeld worden.
StapelenHet is niet mogelijk om pestkaart (zoals de +4 of +2) te stapelen. Als speler 1 een +2 kaart opgooit, moet speler 2 dus 2 kaarten pakken en de beurt overslaan. Als speler 3 ook een +2 kaart heeft, mag speler 3 die kaart opgooien, waardoor speler 4 nu 2 kaarten moet pakken en de beurt overslaan.
Ook is het mogelijk om vóór de eigenlijke beurt een kaart te spelen, dit is toegestaan als er een kaart gespeeld wordt en de speler exact dezelfde kaart in bezit heeft, bijvoorbeeld speler 1 speelt een rode 3 en die heeft speler 3 ook. Als die deze sneller speelt dan speler 2 die eigenlijk aan de beurt is wordt deze (en eventueel iedereen ertussenin) overgeslagen en is speler 4 aan de beurt.
Het spel duurt gemiddeld 15 minuten.
In de toernooivorm worden elke ronde de overgehouden punten bij de score van die speler opgeteld. Er wordt dan bijvoorbeeld gespeeld tot een speler 500 punten heeft, waarna de resterende spelers verdergaan.